# Nekrolog September 2002
Nekrolog
◄◄
| ◄
| 1998
| 1999
| 2000
| 2001
| 2002 | 2003 | 2004 | 2005 | 2006 | ► | ►►
Januar |
Februar |
März |
April |
Mai |
Juni |
Juli |
August |
September |
Oktober |
November |
Dezember 2002
Weitere Ereignisse | Allgemeiner Nekrolog 2002
Die Beschreibung der verstorbenen Person sollte so kurz wie möglich gehalten sein und nur deren signifikante Tätigkeit(en) enthalten.
Neue Namen ggf. auch unter dem Geburts- und Sterbedatum, also etwa unter 1. Januar und im Geburts- und Sterbejahr (2024) eintragen (nur bei entsprechender großer Wichtigkeit). Für Beispiele siehe die schon vorhandenen Artikel.
Außerdem über die fünf zuletzt Verstorbenen, zu denen es einen ausreichend guten Artikel für eine Präsentation auf der Hauptseite gibt, nach der todesbedingten Überarbeitung der Artikel ggf. auch unter Wikipedia Diskussion:Hauptseite informieren und sie am besten auch in den anderen Wikipedia-Sprachversionen eintragen. Tipp: Regelmäßig bei news.google.de nach „ist tot“, „gestorben“ oder „verstorben“ suchen.
Wenn eine Person gestorben ist, gibt es viele Seiten zu dieser Person in der Wikipedia, die davon auch betroffen sind und entsprechend aktualisiert werden müssen. Beispiele: Namenübersichtsseite, Geburtsjahr, Geburtsort-Seiten und viele mehr.
Wie finde ich die betroffenen Seiten?
Im Suchfeld auf der linken Seite gibt man den Suchbegriff so ein: „Vorname Nachname“. Dann klickt man auf Volltext und alle Seiten mit entsprechendem Suchtext werden aufgerufen. Hier sieht man dann schnell, wo auch das Todesjahr Sinn macht oder sogar ein Teil des Artikels angepasst werden muss. Auch hilft das „Werkzeug“ auf der linken Seite sehr gut, um solche Seiten aufzufinden: „Links auf diese Seite“. Somit ist die Wikipedia wieder aktuell in allen Bereichen! Hinweis: bei Eintragung der Kategorie „Gestorben JAHR“ wird der Missbrauchsfilter 49 ausgelöst, was jedoch nicht schlimm ist. Siehe: Spezial:Missbrauchsfilter/49
Dies ist eine Liste von im September 2002 verstorbenen bekannten Persönlichkeiten. Die Einträge erfolgen innerhalb der einzelnen Daten alphabetisch sortiert. Tiere sind im Nekrolog für Tiere zu finden.

## September
| Tag           | Name                              | Beruf, bekannt als                                                                                    | Alter | Beleg |
| ------------- | --------------------------------- | --- | ----- | ----- |
| 1. September  | Christoph Bernhard Graf von Galen | deutscher Adliger, Förderer katholischer Orden                                                        | 95    |       |
| 1. September  | Katherine Henderson               | US-amerikanische Bluessängerin                                                                        | 93    |       |
| 1. September  | Karl Kowarik                      | österreichischer Jazz- und Unterhaltungsmusiker                                                       | 80    |       |
| 1. September  | Ulrich Rembold                    | deutscher Ingenieur- und Informationswissenschaftler                                                  | 73    |       |
| 1. September  | Turk Van Lake                     | US-amerikanischer Jazzmusiker und Komponist                                                           | 84    |       |
| 2. September  | Mikail Nersès Sétian              | armenisch-katholischer Geistlicher, Apostolischer Exarch der USA und Kanada                           | 83    |       |
| 2. September  | F. X. Toole                       | US-amerikanischer Boxtrainer und Cut Man                                                              | 72    |       |
| 2. September  | Robert Wilson                     | britischer Astronom                                                                                   | 75    |       |
| 3. September  | Samuel Emmanuel Carter            | jamaikanischer Geistlicher, katholischer Bischof                                                      | 83    |       |
| 3. September  | Charlie Frazier                   | US-amerikanischer Jazzmusiker (Tenorsaxophon, auch Flöte, Klarinette)                                 | 95    |       |
| 3. September  | Dirk ter Haar                     | niederländisch-britischer Physiker                                                                    | 83    |       |
| 3. September  | Gerhard Luther                    | deutscher Rechtswissenschaftler                                                                       | 90    |       |
| 3. September  | Kurt Müller-Reitzner              | österreichischer Schauspieler, Hörspielsprecher, Theaterregisseur und -leiter                         | 80    |       |
| 3. September  | Nicolae Neacșu                    | rumänischer Geiger                                                                                    |       |       |
| 3. September  | Ted Ross                          | US-amerikanischer Schauspieler                                                                        | 68    |       |
| 3. September  | W. Clement Stone                  | US-amerikanischer Unternehmer, Philanthrop und Autor                                                  | 100   |       |
| 4. September  | Jerome Biffle                     | US-amerikanischer Leichtathlet                                                                        | 74    |       |
| 04. September | Jean-Francois Jenewein            | schweizerisch-österreichischer Jurist, Unternehmer und Unternehmensberater                            | 56    |       |
| 4. September  | David Molony                      | irischer Politiker (Fine Gael)                                                                        | 52    |       |
| 4. September  | Bernd Josef Ottnad                | deutscher Historiker und Archivar                                                                     | 77    |       |
| 4. September  | Vlado Perlemuter                  | französischer Pianist                                                                                 | 98    |       |
| 5. September  | Cliff Gorman                      | US-amerikanischer Schauspieler                                                                        | 65    |       |
| 5. September  | Frank Hewitt                      | US-amerikanischer Musiker                                                                             | 66    |       |
| 5. September  | Charles McGhee                    | US-amerikanischer Jazzmusiker und Komponist                                                           | 59    |       |
| 5. September  | Amon Nikoi                        | ghanaischer Politiker, Finanzminister und IMF-Vorsitzender                                            | 72    |       |
| 5. September  | Johannes Nitsch                   | deutscher Musiker und Sänger                                                                          | 49    |       |
| 5. September  | Hidetaka Ōno                      | japanischer Maler                                                                                     | 80    |       |
| 5. September  | André Volten                      | niederländischer Bildhauer                                                                            | 77    |       |
| 5. September  | David Todd Wilkinson              | US-amerikanischer Astrophysiker                                                                       | 67    |       |
| 6. September  | Michael Argyle                    | britischer Sozialpsychologe                                                                           | 77    |       |
| 6. September  | Roxanne Atkins                    | kanadische Hürdenläuferin                                                                             | 90    |       |
| 6. September  | Dietrich Beelitz                  | deutscher Offizier, zuletzt Generalmajor i. G. im Zweiten Weltkrieg                                   | 96    |       |
| 6. September  | Gabriel Camps                     | französisch-algerischer Historiker                                                                    | 75    |       |
| 6. September  | Philip LaBatte                    | US-amerikanischer Eishockeyspieler                                                                    | 91    |       |
| 06. September | Martin Matsbo                     | schwedischer Skilangläufer                                                                            | 90    |       |
| 6. September  | Max Rupp                          | deutscher Maler, Kunstlehrer und Autor                                                                | 94    |       |
| 6. September  | Janet Young, Baroness Young       | britische Politikerin (Conservative Party)                                                            | 75    |       |
| 7. September  | Katrin Cartlidge                  | britische Schauspielerin                                                                              | 41    |       |
| 7. September  | Jonathan Charney                  | US-amerikanischer Jurist und Professor an der Vanderbilt University                                   |       |       |
| 7. September  | Riewert Clausen                   | deutscher Politiker (CDU), MdL                                                                        | 89    |       |
| 7. September  | Eugenio Coseriu                   | rumänischer Romanist und Allgemeiner Sprachwissenschaftler                                            | 81    |       |
| 7. September  | Michael Elphick                   | britischer Schauspieler                                                                               | 55    |       |
| 7. September  | Erma Franklin                     | US-amerikanische Soul-, R&B- und Pop-Sängerin                                                         | 64    |       |
| 7. September  | Uzi Gal                           | israelischer Waffentechniker                                                                          | 78    |       |
| 7. September  | Walter Olmos                      | argentinischer Cuarteto-Sänger                                                                        | 20    |       |
| 7. September  | Alexej Pludek                     | tschechischer Schriftsteller und Politiker                                                            | 79    |       |
| 7. September  | Michel Roos                       | französischer Schachspieler                                                                           | 70    |       |
| 7. September  | Anthony L. Turkevich              | US-amerikanischer Chemiker                                                                            | 86    |       |
| 7. September  | Aykut Yiğit                       | türkischer Fußballspieler                                                                             | 42    |       |
| 7. September  | Dieter Aschenborn                 | namibischer Maler                                                                                     | 86    |       |
| 8. September  | Zeki Beyner                       | türkischer Karikaturist                                                                               |       |       |
| 8. September  | Georges-André Chevallaz           | Schweizer Historiker und Politiker                                                                    | 87    |       |
| 8. September  | Lucas Moreira Neves               | brasilianischer Geistlicher, Kardinal der katholischen Kirche                                         | 76    |       |
| 8. September  | Jörg Rehn                         | deutscher Chirurg und Hochschullehrer                                                                 | 84    |       |
| 8. September  | Henri Rol-Tanguy                  | französischer Widerstandskämpfer                                                                      | 94    |       |
| 8. September  | Marco Siffredi                    | französischer Extrem-Snowboarder                                                                      | 23    |       |
| 9. September  | Joan Bartlett                     | englische Ordensgründerin                                                                             | 91    |       |
| 9. September  | Gerd Brunner                      | deutscher Jurist, Hochschullehrer und Politiker (FDP), MdL                                            | 74    |       |
| 9. September  | Geoffrey Dummer                   | britischer Elektronikingenieur                                                                        | 93    |       |
| 9. September  | Karl-Heinz Martell                | deutscher Schauspieler und Hörspielsprecher                                                           | 74    |       |
| 9. September  | José Luis Massera                 | uruguayischer Mathematiker                                                                            | 87    |       |
| 9. September  | Robert Mitterrand                 | französischer Manager und Menschenrechtsaktivist                                                      | 86    |       |
| 9. September  | Ato Muhammaddschonow              | tadschikischer Schauspieler                                                                           | 62    |       |
| 9. September  | Achmed Gapurowitsch Sawgajew      | tscheteschenisch-russischer Politiker                                                                 | 56    |       |
| 10. September | Alexander A. Farrelly             | US-amerikanischer Politiker                                                                           | 78    |       |
| 10. September | Rudolf Gaßdorf                    | deutscher Politiker (CDU), MdBB                                                                       | 68    |       |
| 10. September | Eugen Keuerleber                  | deutscher Museumsdirektor                                                                             | 81    |       |
| 10. September | Günter Stiff                      | deutscher Verleger und Schriftsteller                                                                 | 86    |       |
| 10. September | Lore Trenkler                     | österreichische Köchin und Diätassistentin                                                            | 88    |       |
| 11. September | Günter Bock                       | deutscher Architekt und Stadtplaner                                                                   | 84    |       |
| 11. September | Roberto Vidal Bolaño              | galicischer Dramaturg und Theaterschauspieler                                                         | 52    |       |
| 11. September | Kim Hunter                        | US-amerikanische Schauspielerin                                                                       | 79    |       |
| 11. September | Kurt Joussen                      | deutscher Mediziner und Standespolitiker                                                              | 90    |       |
| 11. September | Howard Levi                       | US-amerikanischer Mathematiker und Mathematikdidaktiker                                               | 85    |       |
| 11. September | Howard T. Odum                    | US-amerikanischer Ökologe                                                                             | 78    |       |
| 11. September | Johnny Unitas                     | US-amerikanischer American-Football-Spieler                                                           | 69    |       |
| 11. September | Karl-Heinz Weyrich                | deutscher Jurist und Politiker (SPD), MdL                                                             | 76    |       |
| 12. September | Günter Bäumner                    | deutscher Heimatforscher                                                                              | 76    |       |
| 12. September | Günther Becker                    | deutscher Politiker (SPD), MdL                                                                        |       |       |
| 12. September | Lloyd Biggle, jr.                 | US-amerikanischer Science-Fiction-Autor                                                               | 79    |       |
| 12. September | Mitsuo Ikeda                      | japanischer Ringer und Olympiasieger                                                                  | 67    |       |
| 12. September | Ludwig Koch                       | deutscher Widerstandskämpfer und Gewerkschafter                                                       | 93    |       |
| 12. September | Josef Ruttmann                    | deutscher Politiker (SPD), MdL Bayern                                                                 | 80    |       |
| 13. September | Alexander Petrowitsch Kasanzew    | russischer Autor und Schachkomponist                                                                  | 96    |       |
| 13. September | Charles Herbert Lowe              | US-amerikanischer Biologe und Herpetologe                                                             | 82    |       |
| 13. September | Omar Njie                         | gambischer Politiker, Außenminister (1997–1998)                                                       |       |       |
| 14. September | Roberto Cavanagh                  | argentinischer Polospieler                                                                            | 87    |       |
| 14. September | Franz Dröge                       | deutscher Kommunikationswissenschaftler                                                               | 64    |       |
| 14. September | Friedrich Edding                  | deutscher Bildungsökonom                                                                              | 93    |       |
| 14. September | Horacio García Aguilar            | mexikanischer Agraringenieur, Wirtschaftsmanager und Politiker (PRI)                                  | 83    |       |
| 14. September | Oskar Jeger                       | österreichischer Chemiker und Hochschullehrer                                                         | 85    |       |
| 14. September | Franz Rose                        | deutscher Politiker (SPD), MdL                                                                        | 87    |       |
| 14. September | Jean Rousset                      | Schweizer Romanist und Literaturwissenschaftler                                                       | 92    |       |
| 14. September | Paul Williams                     | US-amerikanischer Blues- und R&B-Saxophonist und -Komponist                                           | 87    |       |
| 15. September | Kay Espenhayn                     | deutsche Schwimmerin im Behindertensport                                                              | 34    |       |
| 15. September | Charles Gomes                     | indischer Ordensgeistlicher, Bischof von Ahmedabad                                                    | 92    |       |
| 15. September | Jenny Maakal                      | südafrikanische Schwimmerin                                                                           | 89    |       |
| 15. September | Heinz Seiler                      | deutscher Handballspieler und Handballtrainer                                                         | 82    |       |
| 16. September | David Ludwig Bloch                | deutscher Maler                                                                                       | 92    |       |
| 16. September | James Gregory                     | US-amerikanischer Schauspieler                                                                        | 90    |       |
| 16. September | Hans Herrmann                     | deutscher Politiker (SPD), MdL                                                                        | 78    |       |
| 16. September | Peter William Hochachka           | kanadischer Zoologe                                                                                   | 65    |       |
| 16. September | Karl Huber                        | Schweizer Bundeskanzler                                                                               | 86    |       |
| 16. September | Jiří Javorský                     | tschechoslowakischer Tennisspieler                                                                    | 70    |       |
| 16. September | François Xavier Nguyên Van Thuân  | vietnamesischer Geistlicher, Erzbischof von Saigon und Kurienkardinal der römisch-katholischen Kirche | 74    |       |
| 16. September | Ray Reiter                        | kanadischer Informatiker                                                                              | 63    |       |
| 16. September | Rika Unger                        | deutsche Bildhauerin                                                                                  | 85    |       |
| 17. September | Leonhard Deininger                | deutscher Politiker (CSU), MdL                                                                        | 91    |       |
| 17. September | Dida                              | brasilianischer Fußballspieler                                                                        | 68    |       |
| 17. September | Wito Eichel                       | deutscher Übersetzer und Lyriker                                                                      | 89    |       |
| 17. September | Denys Fisher                      | englischer Spielwarenhersteller                                                                       | 84    |       |
| 17. September | José Iborra                       | spanischer Fußballtorhüter                                                                            | 94    |       |
| 17. September | Ernst Loewy                       | deutscher Bibliothekar, Exilforscher und Autor                                                        | 82    |       |
| 17. September | Dodo Marmarosa                    | US-amerikanischer Jazzpianist                                                                         | 76    |       |
| 17. September | Govind Perumal                    | indischer Hockeyspieler                                                                               | 76    |       |
| 18. September | Dušan Alimpić                     | jugoslawischer Politiker                                                                              | 81    |       |
| 18. September | Hazel Brooks                      | US-amerikanische Schauspielerin                                                                       | 78    |       |
| 18. September | Andreas Burnier                   | niederländische Schriftstellerin und Kriminologin                                                     | 71    |       |
| 18. September | Boris Carmi                       | russischstämmiger israelischer Photojournalist                                                        | 88    |       |
| 18. September | Bob Hayes                         | US-amerikanischer Sprinter und American-Football-Spieler                                              | 59    |       |
| 18. September | Friedmar Kühnert                  | deutscher Klassischer Philologe                                                                       | 77    |       |
| 18. September | Mauro Ramos                       | brasilianischer Fußballspieler                                                                        | 72    |       |
| 18. September | Herbert Schmidt                   | deutscher Ruderer                                                                                     | 88    |       |
| 18. September | Gottfried Sprondel                | deutscher evangelischer Theologe und Landessuperintendent                                             | 71    |       |
| 18. September | Stefán Hörður Grímsson            | isländischer Dichter                                                                                  | 83    |       |
| 18. September | Ines Widmann                      | österreichische Schriftstellerin                                                                      | 97    |       |
| 19. September | John Arundel                      | kanadischer Eishockeyspieler                                                                          | 74    |       |
| 19. September | Robert Guéï                       | militärischer Führer von Côte d'Ivoire                                                                | 61    |       |
| 19. September | Duncan Hallas                     | britischer Trotzkist                                                                                  | 76    |       |
| 19. September | Ian Hutchinson                    | englischer Fußballspieler                                                                             | 54    |       |
| 19. September | Pétur Sigurðsson                  | isländischer Leichtathlet                                                                             | 74    |       |
| 19. September | Yohannes Woldegiorgis             | äthiopischer Geistlicher                                                                              | 80    |       |
| 20. September | Sergei Sergejewitsch Bodrow       | russischer Filmschauspieler und Regisseur                                                             | 30    |       |
| 20. September | Luis Brezzo                       | uruguayischer Politiker und Journalist                                                                | 63    |       |
| 20. September | Eduardo Gudiño Kieffer            | argentinischer Schriftsteller                                                                         | 66    |       |
| 20. September | Necdet Kent                       | türkischer Diplomat                                                                                   | 91    |       |
| 20. September | Joan Littlewood                   | britische Theater- und Filmregisseurin                                                                | 87    |       |
| 20. September | Theodor Maas-Ewerd                | deutscher katholischer Theologe                                                                       | 67    |       |
| 20. September | Josef Tannheimer                  | Schweizer Goldschmied, Künstler und Kalligraph                                                        | 88    |       |
| 20. September | Bob Wallace                       | US-amerikanischer Programmierer                                                                       | 53    |       |
| 21. September | Henry Pybus Bell-Irving           | kanadischer Unternehmer und Offizier, Vizegouverneur von British Columbia                             | 89    |       |
| 21. September | Nils Bohlin                       | schwedischer Erfinder                                                                                 | 82    |       |
| 21. September | Angelo Buono                      | US-amerikanischer Serienmörder                                                                        | 67    |       |
| 21. September | Michael Croissant                 | deutscher Bildhauer und Künstler                                                                      | 74    |       |
| 21. September | Robert L. Forward                 | US-amerikanischer Physiker und Science-Fiction-Autor                                                  | 70    |       |
| 21. September | Richard Frodl                     | deutscher Generalleutnant der Luftwaffe                                                               | 80    |       |
| 21. September | Peter Kowald                      | deutscher Kontrabassist und Tubist im Bereich Free Jazz/improvisierter Musik                          | 58    |       |
| 21. September | Helmut Mezler-Andelberg           | österreichischer Historiker                                                                           | 78    |       |
| 21. September | Rocco Rock                        | US-amerikanischer Wrestler                                                                            | 49    |       |
| 22. September | Harry Glancy                      | US-amerikanischer Schwimmer                                                                           | 98    |       |
| 22. September | Jan de Hartog                     | niederländischer Autor                                                                                | 88    |       |
| 22. September | Pierre Jacquinot                  | französischer Physiker                                                                                | 92    |       |
| 22. September | Anthony Milner                    | britischer Komponist und Musikpädagoge                                                                | 77    |       |
| 22. September | Helmut Naunin                     | deutscher Verwaltungsjurist                                                                           | 98    |       |
| 22. September | Julio Pérez                       | uruguayischer Fußballspieler                                                                          | 76    |       |
| 22. September | Marga Petersen                    | deutsche Leichtathletin und Olympiamedaillengewinnerin                                                | 83    |       |
| 23. September | Eduard Gufeld                     | sowjetischer Schachspieler                                                                            | 66    |       |
| 23. September | Hubert Krüger                     | deutscher Physiker                                                                                    | 88    |       |
| 23. September | Lubomír Miřejovský                | tschechischer Geistlicher, Pfarrer der Evangelischen Kirche der Böhmischen Brüder                     | 77    |       |
| 23. September | Dmitri Petrowitsch Mussin         | sowjetischer Botschafter                                                                              | 81    |       |
| 23. September | Erich Oberdorfer                  | deutscher Pflanzenbiologe                                                                             | 97    |       |
| 23. September | Julius Joseph Willem Peeters      | römisch-katholischer Geistlicher, Bischof von Buéa                                                    | 89    |       |
| 23. September | Martin Slivka                     | slowakischer Filmemacher                                                                              | 72    |       |
| 23. September | Otto Sperling                     | österreichisch-US-amerikanischer Psychoanalytiker                                                     | 102   |       |
| 23. September | Claudio Szenkar                   | deutscher Jazzmusiker, Songwriter, Arrangeur und Musikproduzent                                       | 62    |       |
| 23. September | Eberhard Werner                   | deutscher Künstler und Landschaftsmaler                                                               | 78    |       |
| 23. September | John Baptist Wu Cheng-chung       | chinesischer Geistlicher, Bischof von Hongkong                                                        | 77    |       |
| 24. September | Sergio Bergonzelli                | italienischer Drehbuchautor und Filmregisseur                                                         | 78    |       |
| 24. September | Dieter Flamm                      | österreichischer Physiker                                                                             | 66    |       |
| 24. September | Leon Hart                         | US-amerikanischer Footballspieler                                                                     | 73    |       |
| 24. September | Olga Martynowa                    | sowjetische bzw. russische Chemikerin und Hochschullehrerin                                           | 86    |       |
| 24. September | Gerhard Neumann                   | deutscher Schriftsteller                                                                              | 72    |       |
| 24. September | Tim Rose                          | US-amerikanischer Sänger                                                                              | 62    |       |
| 24. September | Ludwig Warnemünde                 | deutscher Leichtathlet                                                                                | 85    |       |
| 24. September | Mike Webster                      | US-amerikanischer American-Football-Spieler                                                           | 50    |       |
| 25. September | Bailey Aldrich                    | US-amerikanischer Jurist und Bundesrichter                                                            | 95    |       |
| 25. September | Jacques Borel                     | französischer Schriftsteller und Journalist                                                           | 76    |       |
| 25. September | Kurt Dietzel                      | deutscher Mediziner und Hochschullehrer                                                               | 89    |       |
| 25. September | Wanda Luzzato                     | italienische Violinistin und Musikpädagogin                                                           | 83    |       |
| 25. September | John Preininger                   | österreichischer Schlagzeuger, Schriftsteller und Philologe                                           | 55    |       |
| 25. September | Roman Pucinski                    | US-amerikanischer Politiker                                                                           | 83    |       |
| 25. September | Arnold Ross                       | US-amerikanischer Mathematiker                                                                        | 96    |       |
| 25. September | Signe von Scanzoni                | deutsche Sängerin, Tänzerin, Schauspielerin, Musikjournalistin und Biographin von Erika Mann          | 87    |       |
| 25. September | Richard Wengenmeier               | deutscher Landespolitiker (CSU), MdL                                                                  | 74    |       |
| 26. September | Andreas Albrecht                  | US-amerikanischer Chemiker                                                                            | 75    |       |
| 26. September | Enzo Andronico                    | italienischer Schauspieler                                                                            | 78    |       |
| 26. September | Ricardo Calvo Mínguez             | spanischer Schachspieler und Schachhistoriker                                                         | 58    |       |
| 26. September | Ludwig G’schrey                   | deutscher Maler, Grafiker und Lyriker                                                                 | 95    |       |
| 26. September | Paul Kuhn                         | Schweizer Gärtner, Lehrer der Coué-Methode                                                            | 82    |       |
| 26. September | Heinz Kühnrich                    | deutscher Historiker                                                                                  | 67    |       |
| 26. September | Henry Larsen                      | dänischer Ruderer                                                                                     | 86    |       |
| 26. September | Kathleen McGrath                  | US-amerikanische Militär, Captain der United States Navy                                              | 50    |       |
| 26. September | Martin Moss                       | US-amerikanischer Musicaldarsteller                                                                   | 46    |       |
| 26. September | Philippe Tailliez                 | französischer Seemann, Sporttaucher und Schriftsteller                                                | 97    |       |
| 26. September | Serach Wahrhaftig                 | israelischer Politiker und Minister                                                                   | 96    |       |
| 27. September | Charles Henri Ford                | US-amerikanischer Dichter, bildender Künstler und Filmemacher                                         | 89    |       |
| 27. September | David Granger                     | US-amerikanischer Bobfahrer                                                                           | 99    |       |
| 27. September | Otto Höxtermann                   | deutscher Fußballspieler und -trainer                                                                 | 90    |       |
| 27. September | Attila Keresztes                  | US-amerikanisch-ungarischer Säbelfechter                                                              | 74    |       |
| 27. September | Per Axel Lundgren                 | schwedischer Filmarchitekt                                                                            | 91    |       |
| 27. September | Jakob von Metzler                 | deutsches Entführungs- und Mordopfer                                                                  | 11    |       |
| 27. September | Bill Pearson                      | neuseeländischer Schriftsteller und Literaturkritiker                                                 | 80    |       |
| 27. September | Walter Wickenhauser               | deutscher Schauspieler, Synchron- und Hörspielsprecher                                                | 73    |       |
| 28. September | Werner Gutmann                    | Schweizer Prokurist, Schriftsteller und Hörspielautor                                                 | 87    |       |
| 28. September | Philippe Jacquin                  | französischer Anthropologe und Autor                                                                  | 60    |       |
| 28. September | Werner Karle junior               | deutscher Schauspieler                                                                                | 39    |       |
| 28. September | Dieter Langer                     | österreichischer Politiker (FPÖ), Mitglied im Österreichischen Bundesrat                              | 57    |       |
| 28. September | Patsy Mink                        | US-amerikanische Politikerin                                                                          | 74    |       |
| 28. September | Maurice Novarina                  | französischer Architekt                                                                               | 95    |       |
| 28. September | Stig Ribbing                      | schwedischer Pianist und Musikpädagoge                                                                | 98    |       |
| 28. September | Hanni Ullmann                     | deutsch-israelische Pädagogin                                                                         | 94    |       |
| 29. September | Udo B. Brack                      | deutscher Psychologe und Hochschullehrer                                                              | 61    |       |
| 29. September | Bob Cobbing                       | britischer Dichter des British Poetry Revival                                                         | 82    |       |
| 29. September | Zvi Kolitz                        | jüdischer Schriftsteller und Journalist                                                               | 89    |       |
| 29. September | Mickey Newbury                    | US-amerikanischer Sänger und Songwriter                                                               | 62    |       |
| 29. September | Hans-Georg Stümke                 | deutscher Wetterbeobachter, Schriftsteller, Lehrer, Historiker und Publizist                          | 61    |       |
| 30. September | Robert Battersby                  | britischer Politiker (Conservative Party), Mitglied des Europäischen Parlaments                       | 77    |       |
| 30. September | Paul Blaha                        | österreichischer Autor, Publizist, Direktor des Wiener Volkstheaters (1979–1987)                      | 77    |       |
| 30. September | Luiz Cavalcante                   | brasilianischer Politiker und Offizier                                                                | 89    |       |
| 30. September | Göran Kropp                       | schwedischer Extrembergsteiger                                                                        | 35    |       |
| 30. September | Ellis Larkins                     | US-amerikanischer Jazz-Pianist des Swing                                                              | 79    |       |
| 30. September | Miloš Macourek                    | tschechischer Autor und Filmschaffender                                                               | 75    |       |
| 30. September | Germana Malabarba                 | italienische Turnerin                                                                                 | 88    |       |
| 30. September | Meinhard Michael Moser            | österreichischer Mykologe                                                                             | 78    |       |
| 30. September | Ewart Oakeshott                   | britischer Autor und Waffenkundler                                                                    | 86    |       |
| 30. September | Luc Putman                        | belgischer Diplomat                                                                                   |       |       |
| 30. September | Philip Francis Smith              | US-amerikanischer Geistlicher, Erzbischof von Cotabato                                                | 77    |       |
| 30. September | Hans-Peter Tschudi                | Schweizer Politiker (SP)                                                                              | 88    |       |
| September     | Markus Bernhard                   | deutscher Handballweltmeister                                                                         | 81    |       |
| September     | Frank Clarke                      | britischer Filmeditor                                                                                 | 86    |       |
| September     | Karl Friedrich Kohlenberg         | deutscher Schriftsteller                                                                              | 87    |       |
| September     | Lothar Meyer                      | deutscher Fußballspieler                                                                              | 69    |       |